# Royaucourt-et-Chailvet

Royaucourt-et-Chailvet este o comună în departamentul Aisne din nordul Franței. În 1 ianuarie 2022 avea o populație de 228 de locuitori.